# Open Gaz de France 2004
L'Open Gaz de France 2004 è stato un torneo di tennis giocato sul cemento indoor.
È stata la 12ª edizione dell'Open Gaz de France, che fa parte della categoria Tier II nell'ambito del WTA Tour 2004.
Si è giocato dal 9 al 15 febbraio 2004.

## Campionesse

### Singolare
Kim Clijsters ha battuto in finale  Mary Pierce con il punteggio di 6–2, 6–1

### Doppio
Barbara Schett /  Patty Schnyder hanno battuto in finale  Silvia Farina Elia /  Francesca Schiavone con il punteggio di 6–3, 6–2